# Kåre S. Jensen
Kåre S. Jensen, en dansk astronom.
Minor Planet Center listar honom som K. S. Jensen och som upptäckare av 1 asteroid.
Den 28 januari 1982 upptäckte han asteroiden 3309 Brorfelde.